# Reprezentacja Iranu na Mistrzostwach Świata w Narciarstwie Klasycznym 2011
Reprezentacja Iranu na Mistrzostwach Świata w Narciarstwie Klasycznym 2011 liczyła 4 sportowców.

## Medale

### Złote medale
Brak

### Srebrne medale
Brak

### Brązowe medale
Brak

## Wyniki

### Biegi narciarskie mężczyzn
Bieg na 15 km
- Seyed Sattar Seyd - odpadł w kwalifikacjach
- Beejan Kangarloo - odpadł w kwalifikacjach
- Yasin Shemshaki - odpadł w kwalifikacjach
- Abolfazl Savei - odpadł w kwalifikacjach

Sprint
- Yasin Shemshaki - odpadł w kwalifikacjach
- Abolfazl Savei - odpadł w kwalifikacjach
- Seyed Sattar Seyd - odpadł w kwalifikacjach
- Beejan Kangarloo - odpadł w kwalifikacjach